# Яхно, Елизавета Сергеевна
Елизавета Сергеевна Яхно (укр. Єлизавета Сергіївна Яхно; 4 июня 1998, Донецк, Украина) — украинская спортсменка, выступает в синхронном плавании, в дуэте и в групповых упражнениях. Чемпионка Мира и Европы. Проживает в городе Харькове. Бронзовый призёр Олимпийских игр 2020 года в Токио.

## Карьера
На Европейских играх в Баку в июне 2015 году Елизавета получила три бронзовые награды по синхронному плаванию — в паре с Яной Нарежной.
На чемпионате мира по водным видам спорта 2017 года в Будапеште Елизавета Яхно в паре с известной украинской пловчихой-синхронисткой Анной Волошиной завоевали бронзовую медаль в технической программе дуэтом, эта награда стала для неё первым крупным международным достижением. Позже она повторила свой успех в произвольной программе дуэтом. В командном выступлении она заняла третье место. На следующий день она выиграла серебро в комбинированной произвольной программе.
На чемпионате Европы по синхронному плаванию в Глазго 2018 года  сборная Украины в составе дуэта Анастасия Савчук и Елизавета Яхно заняла 2-е место и завоевала серебряную медаль. Украинки за свое выступление в дуэте получили оценку 92.6188 балла, уступив россиянкам 2.4847 балла. Также девушка выступила в сольной технической и прозвольной программах, заняв 2 и 3 место. Помимо этого  девушки из сборной Украины стали чемпионками Европы, взяв золото в комбинированной программе.
С 6 по 8 февраля 2019 года в Харькове, бассейн «Локомотив», состоялся чемпионат Украины по синхронному плаванию. Елизавета Яхно в составе команды Харьковская область-1 (основа национальной сборной Украины) стала чемпионкой Украины в технической (92.5434 балла) и произвольной (94,0500) программах групп.

## Признание
Международная федерация плавания (FINA) по результатам сезона признала украинскую спортсменку Елизавету Яхно лучшей синхронисткой мира 2018 года. 20-летняя украинская пловчиха-синхронистка Елизавета Яхно лично получила приз на церемонии награждения лучших спортсменов 2018 года по версии FINA.

## Награды
- Орден «Орден княгини Ольги» III степени (16 августа 2021) — за достижение высоких спортивных результатов на ХХХІІ летних Олимпийских играх в  городе Токио (Япония), проявленные самоотверженность и волю к победе[9].